# Emlékérme

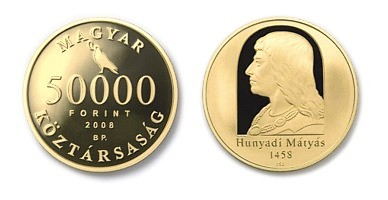
Hunyadi Mátyás emlékpénzérme, 2008, Magyar Nemzeti Bank, arany, vert, 25mm, tervező: ifj. Szlávics László

Emlékérme vagy más néven emlékpénzérme olyan érme, amelyet valamilyen alkalomból, rendszerint egyetlen évjárattal és korlátozott példányszámban bocsátanak ki. Ez az alkalom lehet évforduló vagy jeles esemény, újabban vannak tematikus emlékérme-sorozatok is. Az emlékérme (a forgalmi érmékhez hasonlóan) a címletoldalon feltüntetett összeg erejéig törvényes fizetőeszköz, de általában már a forgalomba hozatal pillanatában magasabb a gyűjtői értéke. Az emlékpénzérméknek két célcsoportja lehet: vannak a kifejezetten gyűjtők számára vert, forgalomba nem hozott (de törvényes fizetőeszköznek minősülő) emlékérmék, melyeket a kibocsátótól (központi bank, pénzverde) vagy érmekereskedőktől lehet megvásárolni, és vannak a forgalmi emlékérmék, amik rendszerint nagy mennyiségben, nem nemesfémből készülnek esetleg a forgalmi pénzek motívumainak felhasználásával. Művészeti szempontból az emlékérmékhez hasonló, de értékjelzéssel, forgalmi értékkel nem rendelkező alkotás neve érem.

## Magyarországi emlékérme-kibocsátás

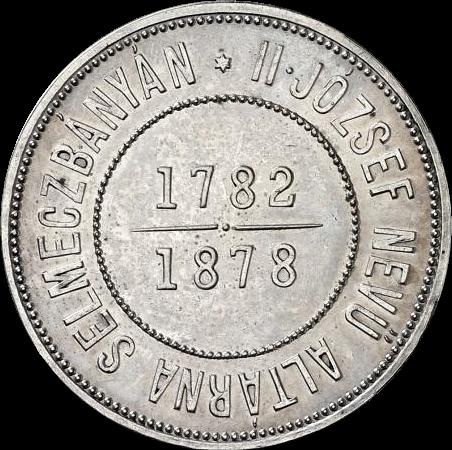
Egyforintos ezüst emlékérme a II. József altárna áttörése alkalmából (1878)

A legkorábbi emlékérméket uralkodói jubileumok vagy egyéb, az uralkodóhoz köthető jeles események alkalmából adták ki, mivel a pénzverés uralkodói monopólium volt. Az első magyar nyelvű emlékérmét 1878-ban verték a selmecbányai II. József altárna áttörése alkalmából, ami akkor kiemelkedő műszaki teljesítmény volt.
Jelenleg az emlékérme-kibocsátást a Magyar Nemzeti Bank végzi, a gyártás a Magyar Pénzverő Zrt. üzemeiben történik. Az érme témáját, külső javaslatokat is figyelembe véve, az MNB szakértői választják ki. A műszaki paraméterek meghatározását (méret, anyag, gyártástechnológia) követően az éremkép terveinek elkészítésére zártkörű pályázat keretében, témánként 3-5 éremművészt kérnek fel.
1948-ban készült az első ezüst emlékpénzérme sor, melynek témája az 1848-49-es forradalom és szabadságharc volt. Az emlékérme kibocsátás hazánkban 1968 óta vált rendszeressé. Az emlékérmék hazai és nemzetközi kereskedelmi forgalomba kerülnek, elsősorban gyűjtők vásárolják. A gyártás során kifinomultabb technológiát alkalmaznak mint a forgalmi érmék esetében. Alapvetően két minőségi szinten készülnek (proof és BU) előre meghatározott példányszámban. Ezen érmék anyaga legtöbb esetben arany vagy ezüst, de ritkábban – hazánkban 1980 óta – készülnek színesfém (réz ötvözet) emlékérmék is.

## Külső hivatkozások
- reppa.de – Gedenkmünzen (emlékérmék) In: Das große Münzen-Lexikon (Nagy érmelexikon)
- Magyar Nemzeti Bank emlékérme kibocsátás 2003 óta
- Magyar Nemzeti Bank emlékérme kibocsátás 1948 - 2002
- Magyar Pénzverő Zrt honlapja
- Magyar emlékpénzérmék aranyból
- Magyar emlékpénzérmék ezüstből
- Magyar emlékpénzérmék színesfémből